# Vladimir Semenov
Vladimir Semenov (ros. Владимир Семенов, ur. 1946, zm. 27 grudnia 2021) – geofizyk, dr hab.

## Życiorys
4 sierpnia 1976 obronił pracę doktorską Fale elektromagnetyczne indukowane przez fale morskie, 25 października 1999 habilitował się na podstawie pracy zatytułowanej Regionalne struktury przewodnictwa elektrycznego płaszcza Ziemi. Został zatrudniony na stanowisku profesora nadzwyczajnego w Instytucie Geofizyki Polskiej Akademii Nauk.
Zmarł 27 grudnia 2021.